# Sam Schmidt

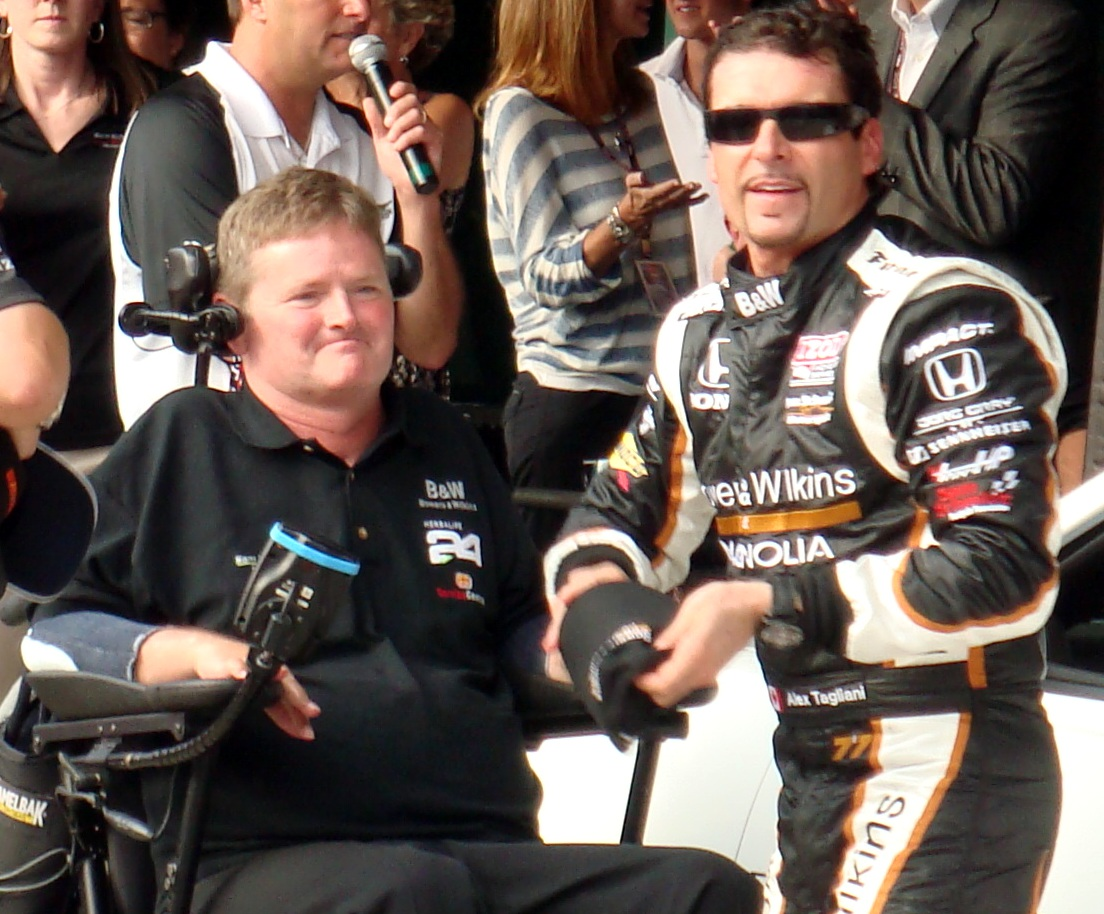
Sam Schmidt celebra com Alex Tagliani
a pole-position para a Indy 500 do mesmo ano.

Samuel "Sam" Schmidt (Lincoln, 15 de agosto de 1964) é um ex-piloto de automóbilismo estadunidense. Competiu na IndyCar (até então, IRL) entre 1997 e 1999. Atualmente comanda a equipe Schmidt Peterson Motorsports, na mesma categoria.

## Carreira
Em 1997, Sam Schmidt estreou na IRL, pela equipe Blueprint, terminando em décimo lugar. Pela equipe LP Racing, disputaria outras três provas, fechando a temporada em 27º lugar.
Schmidt permaneceria na LP para a temporada de 1998, conquistando seu primeiro pódio no GP de Las Vegas, com um segundo lugar. Encerrou a temporada em décimo-quarto, suficiente para que Schmidt ganhasse um contrato com a equipe Treadway no ano seguinte.
1999 foi um ano destacado para Schmidt, que conquistaria mais três pódios (terceiro lugar no Texas, segundo em Pikes Peak), mas seu grande momento foi a vitória no GP de Las Vegas - única vitória dele na IRL. Saldo: quinto lugar, com 233 pontos.

## O acidente
Já considerado um dos principais pilotos da IRL, Sam Schmidt, aos 35 anos, participava de um treino visando a temporada de 2000, quando sofreu um violento acidente no circuito de Walt Disney World Speedway. A batida deixou o piloto paraplégico, e foi obrigado a respirar por aparelhos durante cinco semanas.
Recuperado, Schmidt, ciente de que não teria a menor condição de voltar a correr, decidiu se inspirar em Frank Williams e criar sua própria equipe, a Sam Schmidt Motorsports, em 2001. O novo time se sagraria o mais bem-sucedido da história da Indy Lights (anteriormente Infiniti Pro Series), sagrando-se campeão com Thiago Medeiros em 2004, com Jay Howard em 2006, e com Alex Lloyd em 2007.
Em 2011, Sam Schmidt anuncia a compra do espólio da equipe FAZZT Racing, e também anuncia a contratação do veterano canadense Alex Tagliani. A SSM surpreendeu ao conquistar duas poles, sendo a das 500 Milhas a mais destacada. Depois da confirmação, Schmidt e Tagliani comemoraram o feito.
Além de Tagliani, a SSM correu também com o japonês Hideki Mutoh (em Motegi), o inglês Martin Plowman (3 provas), o neozelandês Wade Cunningham (duas corridas), em associação com a AFS Racing; o norte-americano Townsend Bell (apenas a Indy 500) e os ingleses Jay Howard (duas provas, em associação com a Rahal-Letterman) e Dan Wheldon (duas provas, em associação com a Bryan Herta Autosport).
A tragédia com Wheldon, no GP de Las Vegas, fez com que Sam pensasse em abandonar o automobilismo. Mas ele preferiu não abrir mão da IndyCar, e resolveu permanecer na categoria. Além de trabalhar com a SPM, ele também cuida da Fundação Sam Schmidt Paralysis.

## Resultados na IndyCar
| Ano     | Equipe           | 1      | 2     | 3       | 4      | 5      | 6      | 7      | 8      | 9      | 10     | 11    | Col. | Pontos |
| ------- | ---------------- | ------ | ----- | ------- | ------ | ------ | ------ | ------ | ------ | ------ | ------ | ----- | ---- | ------ |
| 1996-97 | Blueprint Racing | NHM    | LVS   | WDW     | PHX 10 | IND 34 | TXS 23 | PPI    |        |        |        |       | 27th | 76     |
| 1996-97 | LP Racing        |        |       |         |        |        |        |        | CLT 18 | NH2 22 | LV2 27 |       | 27th | 76     |
| 1998    | LP Racing/PCI    | WDW 9  | PHX 7 | INDY 26 | TXS 18 | NHM 12 | DOV 17 | CLT 14 | PPI 13 | ATL 15 | TX2 27 | LVS 2 | 14th | 186    |
| 1999    | Treadway Racing  | WDW 27 | PHX 9 | INDY 30 | TXS 3  | PPI 2  | ATL 22 | DOV 5  | PP2 5  | LVS 1  | TX2 22 |       | 5th  | 233    |